# Гёзтепе, Фуат
Ахмет Фуа́т Гёзтепе (тур. Ahmet Fuat Göztepe; 16 июня 1912 — 13 апреля 1992) — турецкий футболист, играл на позиции нападающего. Участник летних Олимпийских игр 1936 года.

## Биография

### Клубная карьера
В возрасте 17 лет присоединился к клубу «Алтай» из Измира. После двух сезонов за «Алтай» в 1931 году перешёл в «Гёзтепе», в котором сразу стал основным игроком.
В 1934 году в соответствии с «Законом о фамилиях» к своей фамилии он добавил название клуба Гёзтепе (тур. Göztepe). Он продолжил играть за эту команду, став одним из ключевых игроков. Он отличался высокой результативностью и хорошей техникой владения мячом. В 1936 году в матче с «Эгеспором» забил 10 голов за матч — «Гёзтепе» одержал сокрушительную победу со счётом 15:0. Всего в общей сложности забил за «Гёзтепе» более 100 голов. Завершил карьеру в 1944 году.

### Карьера в сборной
В составе сборной Турции принимал участие на олимпийском футбольном турнире 1936 года, но на поле не выходил. Всего за сборную Турции сыграл 5 матчей и забил 5 голов.

### Смерть
Скончался 13 апреля 1992 года в возрасте 79 лет.